# Edition Trickster
Die Edition Trickster ist eine unabhängige Buchreihe im Peter Hammer Verlag. Sie verlegt ethnologische Bücher auf Deutsch für ein fachliches und nicht-fachliches Publikum. 

## Geschichte
Die Edition Trickster publiziert seit 1996 Bücher im Peter Hammer Verlag, nachdem sie davor 1977 als ethnologische Zeitschrift Trickster und zwischenzeitlich als gleichnamiger Verlag existierte. Gegründet und lange Zeit geleitet wurde sie vor allem von Reinhard Kapfer, Werner Petermann und Margarete Berke in München. Frühe Texte trugen meist zu den Themen „Dekolonialisierung und Action Anthropology, aber auch [zu] Debatten um ethnographischen Film und die Möglichkeiten einer ‚post-modernen‘ Ethnologie“ bei. Laut eigener Beschreibung ist die Edition seitdem daran interessiert, „Bücher außerhalb des Kanons aus etablierten ethnologischen Referenzen zu veröffentlichen“.
Die Edition Trickster verlegt außerdem Übersetzungen ins Deutsche, unter anderem von David Graeber, Tim Ingold, James C. Scott, Barbara Tedlock, Paul Bohannan und Alpa Shah. Auch erschien 2004 dort Werner Petermanns viel besprochene, mehr als 1.000-seitige Geschichte der Ethnologie.